# Markus Braun
Markus Braun (1969) è un imprenditore austriaco, dal gennaio 2002 fino alle sue dimissioni e arresto nel giugno 2020 CEO e CTO presso Wirecard, società di elaborazione dei pagamenti ora insolvente. Braun si è dimesso a causa delle accuse di frode, ma ha negato qualsiasi illecito. I processi sono pendenti a partire dal 2022.

## Biografia
Braun si è laureato in informatica commerciale ed economia aziendale presso l'Università tecnica di Vienna. Nel 2000 ha conseguito un dottorato in scienze sociali ed economiche presso l'Università di Vienna. Braun ha iniziato la sua carriera come consulente presso Contrast Management Consulting GmbH, posizione che ha ricoperto fino al novembre 1998. Tra il 1998 e il 2001 ha lavorato presso KPMG a Monaco.

### Wirecard
Nel 2002 Braun è entrato a far parte del consiglio di amministrazione di Wirecard, rivestendo inoltre i ruoli di CEO e CTO dell'azienda. Da allora Wirecard è diventata una delle aziende fintech più grandi al mondo. Nel maggio 2018 è stata inserita nell'indice DAX 30 della Borsa di Francoforte, mentre nel 2017 è stata classificata tra le "100 società di crescita più innovative al mondo" dalla rivista Forbes.

### Dimissioni ed arresto
Nel giugno 2020 Braun si è dimesso dalla carica di CEO dopo che sono stati scoperti più di 2 miliardi di dollari mancanti dai conti della società. Alla fine del 2017 Deutsche Bank aveva prestato a Braun 150 milioni di euro, accettando come garanzia la metà della sua quota del 7% in Wirecard. Il 22 giugno Braun, dopo essersi costituito, è stato arrestato dalla polizia tedesca "per sospetta frode contabile e manipolazione del mercato". Il 23 giugno è stato rilasciato su cauzione, fissata a 5 milioni di euro (5,7 milioni di dollari). Il 22 luglio è stato nuovamente arrestato.

### Processo
Nel marzo 2022 i pubblici ministeri di Monaco lo hanno accusato di frode, violazione della fiducia e manipolazione contabile. Se riconosciuto colpevole di tutte queste accuse, potrebbe rischiare fino a 15 anni di carcere. Braun sostiene di essere innocente e di essere lui stesso vittima di una frode.